# 方臘 (水滸伝)
方 臘（ほう ろう）は、中国の小説で四大奇書の一つである『水滸伝』の登場人物。
北宋末に勃発した民衆反乱「方臘の乱」を率いた同名の指導者をモデルとした人物で、史実と同様に江南地方で大規模な反乱を引き起こす。四大叛徒の一人。朝廷に帰順し遼を退けて後、河北の田虎、淮西の王慶の反乱を鎮圧し、数々の死線を潜り抜けてきた梁山泊軍の前に、数多くの豪傑英雄を麾下に従えて立ち塞がった最大最後の強敵である。

## 生涯
元々は歙州出身の樵夫だったが、谷川に映った自分の姿が天子の冠と衣を纏っていたのを見て、これを自分が天子の座に上る予兆だとして人々に喧伝していた。その当時江南地方では、徽宗皇帝の庭園「艮嶽」を建造するために珍木・奇石を欲した帝の意を受けた朱勔（しゅべん）という人物による、花石綱と呼ばれる苛烈な搾取に人々は苦しめられており、朝廷を大いに恨んでいた。その荒んだ民心を利用して方臘は同志を集め、反乱を引き起こすと、睦州清渓県を本拠地に朝廷を模して文武百官を配置する。瞬く間に歙州、睦州、杭州、蘇州、常州、湖州、宣州、潤州の八州、およびその管下である二十五県を占領、江南の地に覇を唱え、国号を呉と定める草頭王朝を開くと自らは国王を号する。また、一族の方貌、方垕、方天定、方傑らをそれぞれの要職に就ける。
しかし、梁山泊軍が朝廷の命を受けて官軍として進撃してくると、局地戦でこそ配下の石宝らの活躍で、それまでの合戦の中で一人として欠けることのなかった梁山泊の英雄たちをたびたび討ち取る場面もあったものの、次々に版図を攻略されてしまう。部下にこそ有能な人材を数多く抱える方臘であったが、本人は国主として大局的な戦略眼を持ち合わせていたとは言えず、本拠地である睦州防衛の要となる烏竜嶺への増援を石宝・鄧元覚らが求めた時も自らの御林軍を出し惜しんだり、柯引と名を偽って接近してきた梁山泊の柴進を信用して女婿に迎え入れるなど、数多くの失策も犯している。
やがて、烏竜嶺を超えた梁山泊軍が睦州で方臘が切り札として頼みにしていた妖術使い、包道乙・鄭彪らをも打ち破ると、遂に方臘も重い腰を上げ、甥である金吾上将軍・方傑や飛刀の名手である驃騎上将軍・杜微らを率いて親征を決意するが、柴進と同様に偽って投降していた李俊の内応によって打ち破られ、幇源洞へと逃げのびる。しかし、そこでも最後まで偽りの駙馬として付き従っていた柯引が柴進として正体を現し、味方を攻撃し始めると、形勢不利と見て身一つで深山に逃亡する。その先で遭遇した魯智深の手で捕らえられ、東京に送り届けられた後、反乱首謀者の見せしめとして凌遅砕剮という、全身を刻み切りにして嬲り殺しとする極刑を受けて死んだ。